# Ludność Tomaszowa Mazowieckiego

## LudnośćTomaszowa Mazowieckiego
- 1822 - około 30 osób
- 1824 - 432
- 1825 - 573
- 1826 -   1202

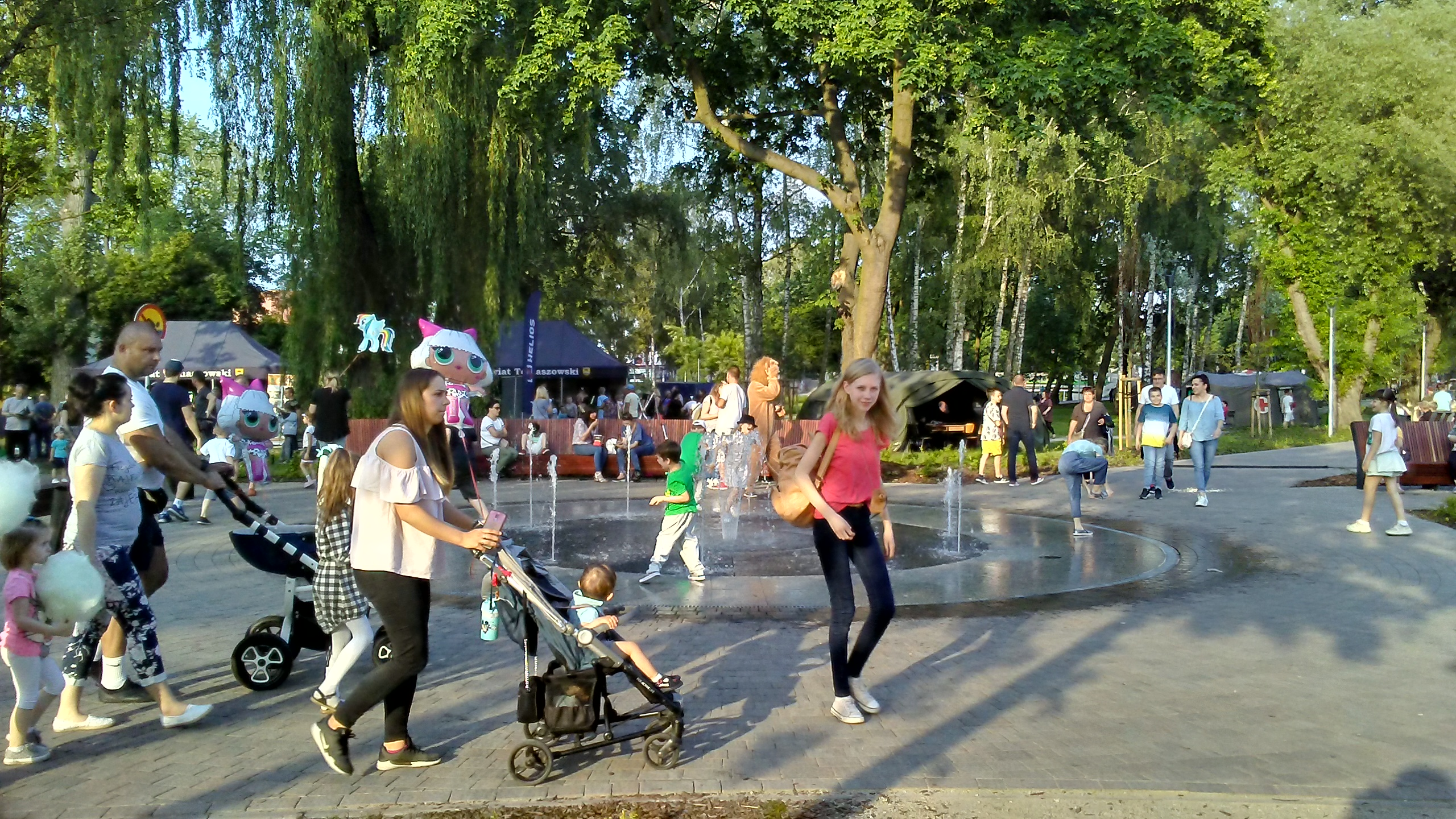
Piknik w Parku Miejskim Bulwary nad Wolbórką w czerwcu 2019 roku

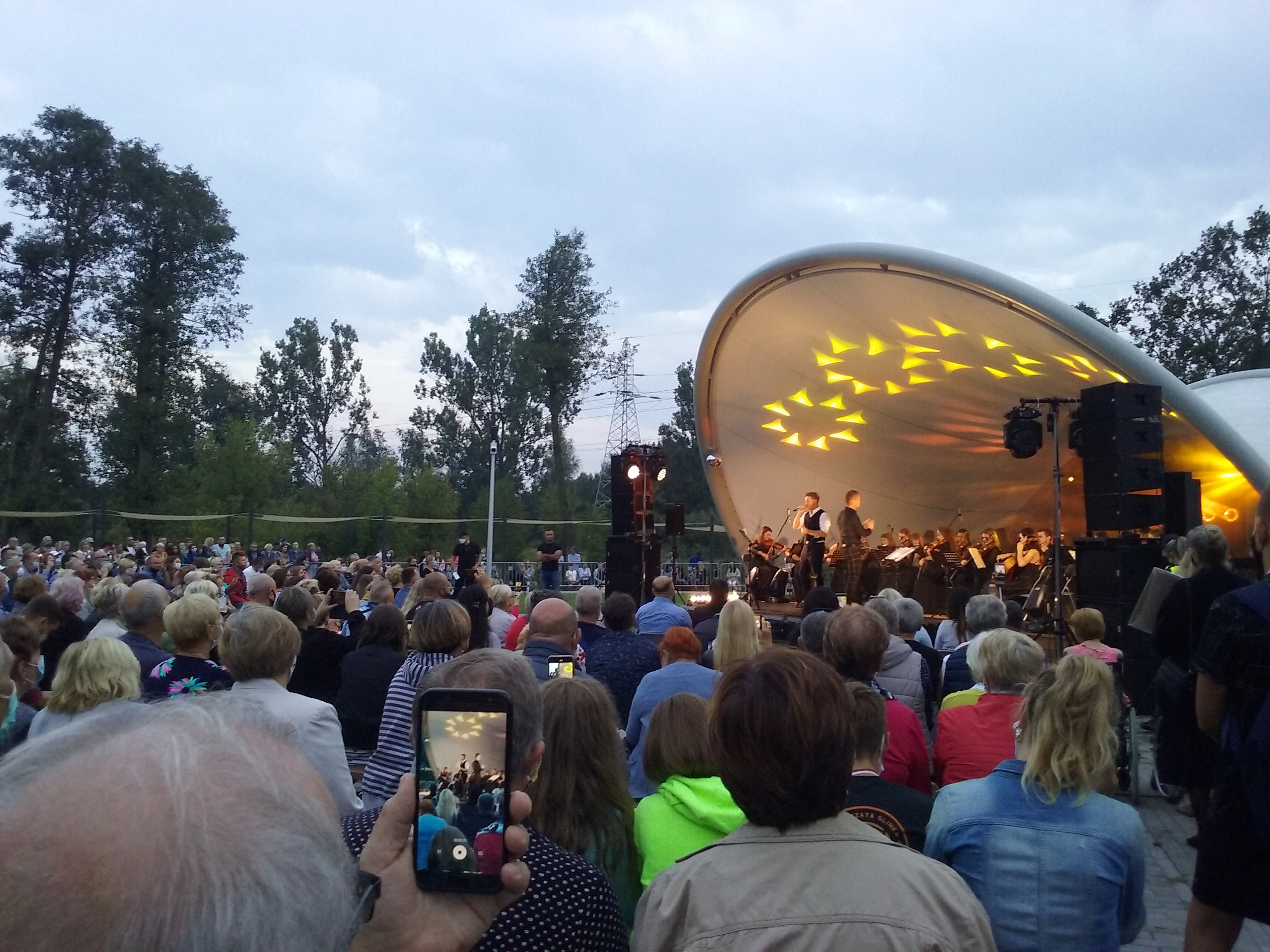
Tomaszowianie przed amfiteatrem nad rzeką Pilicą

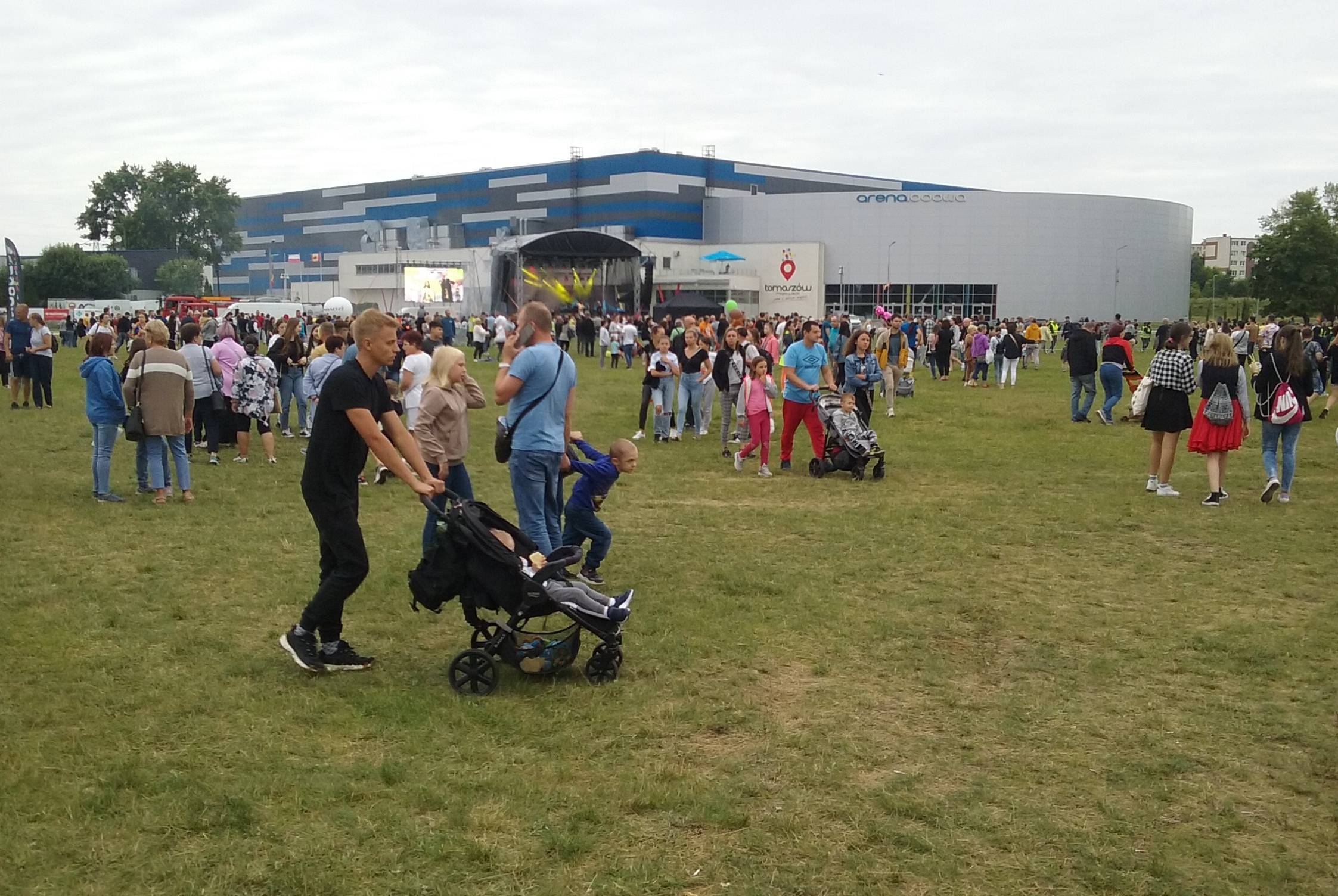
Mieszkańcy miasta podczas corocznego festiwalu „A może byśmy tak ...do Tomaszowa”, lipiec 2022 roku

- 1827 -   1619 plus 587 ludności niestałej
- 1828 -   1646 plus 601 ludności niestałej
- 1829 -   2734
- 1830 -   3250 plus 1095 ludności niestałej
- 1831 - 2254
- 1832 - 2749
- 1833 - 2583
- 1834 - 2932
- 1835 - 3043
- 1836 - 4440
- 1837 - 3374
- 1838 - 2978
- 1839 - 2967
- 1840 - 2990
- 1841 - 3982
- 1842 - 4031
- 1843 - 4436
- 1844 - 4335
- 1845 - 4660
- 1846 - 4648
- 1847 - 4729
- 1848 - 4673
- 1849 - 4595
- 1850 - 4636
- 1851 - 4670
- 1852 - 4840
- 1853 - 5095
- 1854 - 5123
- 1855 - 5086
- 1856 - 4972
- 1857 - 4961
- 1858 - 4490
- 1859 - 5371
- 1939 - 46 000
- 1946 - 30 255 (spis powszechny)
- 1950 - 39 391 (spis powszechny)
- 1955 - 43 866
- 1960 - 48 546 (spis powszechny)
- 1961 - 50 000
- 1962 - 50 600
- 1963 - 51 200
- 1964 - 51 600
- 1965 - 51 861
- 1966 - 52 600
- 1967 - 54 100
- 1968 - 54 900
- 1969 - 55 800
- 1970 - 55 011 (spis powszechny)
- 1971 - 55 655
- 1972 - 56 400
- 1973 - 56 900
- 1974 - 57 638
- 1975 - 58 308
- 1976 - 59 100
- 1977 - 63 400
- 1978 - 61 800 (spis powszechny)
- 1979 - 62 800
- 1980 - 63 440
- 1981 - 63 923
- 1982 - 64 575
- 1983 - 65 600
- 1984 - 66 117
- 1985 - 66 483
- 1986 - 66 986
- 1987 - 67 424
- 1988 - 69 461 (spis powszechny)
- 1989 - 69 836
- 1990 - 69 925
- 1991 - 69 884
- 1992 - 69 868
- 1993 - 69 898
- 1994 - 69 949
- 1995 - 70 016
- 1996 - 69 875
- 1997 - 69 656
- 1998 - 69 648
- 1999 - 69 389
- 2000 - 69 244
- 2001 - 68 966
- 2002 - 67 592 (spis powszechny)
- 2003 - 67 372
- 2004 - 67 159
- 2005 - 66 859
- 2006 - 66 606
- 2007 - 66 232[1]
- 2008 - 65 935 (mężczyźni: 30 774, kobiety: 35 161)[2]
- 2009 - 65 586 (mężczyźni: 30 623, kobiety: 34 963)[3]
- 2010 - 66 173
- 2011 - 65 834
- 2012 - 65 454
- 2013 - 64 893
- 2014 - 64 513
- 2015 - 63 960
- 2016 - 63 601
- 2017 - 63 238

## Powierzchnia Tomaszowa Mazowieckiego
- 1995 - 40,88 km²
- 1997 - 41,30 km²